# Mouzon (Charente)
Mouzon é uma comuna francesa na região administrativa da Nova Aquitânia, no departamento de Charente. Estende-se por uma área de 10,62 km². Em 2010 a comuna tinha 135 habitantes (densidade: 12,7 hab./km²).